# Muralhas de Coventry
‎

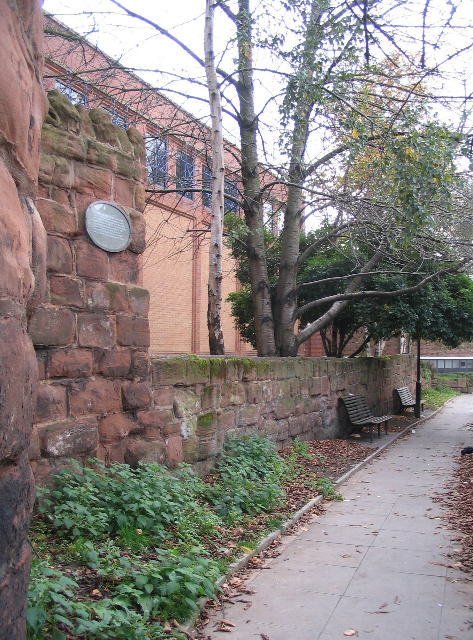
Uma das muralhas.

As muralhas da cidade de Coventry são uma sequência de estruturas defensivas erguidas ao redor da cidade de Coventry, na Inglaterra.

## História
A cidade de Coventry não foi murada até o século XIV; no começo do século XIII a cidade era rodeada por fossos e tinha "barras" móveis que controlavam o acesso às principais vias de entrada e saída da cidade, mas não tinha muralhas defensivas adequadas. Refletindo a importância comercial e estratégica de Coventry, a construção das novas muralhas da cidade começou na década de 1350, com o prefeito de Coventry, Richard Stoke, registrado como lançando a primeira pedra em 1356. O esforço de construção começou em New Gate e foi inicialmente concluído por volta de 1400, mas muitos trabalhos de reparo e redirecionamento foram subsequentemente realizados para acomodar a expansão da cidade e as muralhas não foram finalmente concluídas até 1534.